# 2018年非洲聯賽冠軍盃
2018年非洲聯賽冠軍盃（該季官方名2018年道达尔非洲聯賽冠軍盃）是由非洲足球協會（CAF）舉辦的第 54 屆非洲頂級俱樂部足球賽事，也是第 22 屆非洲聯賽冠軍盃賽事。
本賽冠軍將代表非洲參加2018年国际足联俱乐部世界杯。

## 另見
- 2018年非洲聯盟盃
- 2018年國際足協世界冠軍球會盃
- 2019年非洲超級盃

## 外部連結
- CAFonline.com（页面存档备份，存于）